# Tour de Romandía 2015
La 69.ª edición de la competición ciclista Tour de Romandía, se disputó en Suiza desde el 28 de abril al 3 de mayo de 2015.
Contó con seis etapas iniciando con una contrarreloj por equipos y finalizando con una contrarreloj individual totalizando 709,6 km. La etapa reina fue la quinta jornada con llegada en alto y cuatro puertos de montaña de primera categoría.
La carrera formó parte del UCI WorldTour 2015, siendo la decimocuarta competición del calendario de máxima categoría mundial.
El ganador final fue Ilnur Zakarin. Le acompañaron en el podio su compañero de equipo Simon Špilak y Chris Froome, respectivamente.
En las clasificaciones secundarias se impusieron Maxim Belkov (montaña), Thibaut Pinot (jóvenes) y Katusha (equipos).

## Equipos participantes
Tomaron parte en la carrera 18 equipos: los diecisiete UCI ProTeam (al ser obligatoria su participación): más el Profesional Continental francés del Team Europcar invitado por la organización. Cada equipo estuvo integrado por 8 corredores, formando así un pelotón de 144 ciclistas de los que finalizaron 124.
| WorldTeams (17)- AG2R La Mondiale - Astana - BMC Racing Team - Cannondale-Garmin - Etixx-Quick Step - FDJ - Giant-Alpecin - IAM Cycling - Katusha - Lampre-Merida - Lotto NL-Jumbo - Lotto-Soudal - Movistar Team - Orica-GreenEDGE - Sky - Tinkoff-Saxo - Trek Factory Racing Equipo continental profesional- Europcar |
| |

## Etapas
| Etapa     | Fecha     | Recorrido                | type                     | Distancia (km) | Ganador          | Líder            |
| --------- | --------- | ------------------------ | ------------------------ | -------------- | ---------------- | ---------------- |
| 1.ª etapa | 28 de abr | Valle de Joux – Juraparc | contrarreloj por equipos | 19             | Sky              | Geraint Thomas   |
| 2.ª etapa | 29 de abr | Apples – Saint-Imier     | etapa de media montaña   | 168,1          | Michael Albasini | Michael Albasini |
| 3.ª etapa | 30 de abr | Moutier – Porrentruy     | etapa de media montaña   | 172,5          | Michael Albasini | Michael Albasini |
| 4.ª etapa | 1 de may  | La Neuveville – Friburgo | etapa de montaña         | 169,8          | Stefan Küng      | Michael Albasini |
| 5.ª etapa | 2 de may  | Friburgo – Champex-Lac   | etapa de media montaña   | 173,1          | Thibaut Pinot    | Ilnur Zakarin    |
| 6.ª etapa | 3 de may  | Lausana – Lausana        | contrarreloj individual  | 18,5           | Tony Martin      | Ilnur Zakarin    |

## Desarrollo de la carrera

### Etapa 1
| Valle de Joux - Juraparc | contrarreloj por equipos | (19 km) |

| \| Clasificación de la etapa \| Clasificación de la etapa \| Clasificación de la etapa \| Clasificación de la etapa \| Clasificación de la etapa \| Clasificación de la etapa \| \| Equipo \| Equipo \| Tiempo \| Diferencia \| Promedio \| \| \| ------------------------- \| ------------------------- \| ------------------------- \| ------------------------- \| ------------------------- \| ------------------------- \| \| 1.º \| Sky \| 21 min 19 s \| \| \| \| \| 2.º \| Orica-GreenEDGE \| \| + 0 s \| \| \| \| 3.º \| Katusha \| \| + 5 s \| \| \| \| 4.º \| Etixx-Quick Step \| \| + 14 s \| \| \| \| 5.º \| Astana \| \| + 17 s \| \| \| \| 6.º \| BMC Racing Team \| \| + 19 s \| \| \| \| 7.º \| FDJ \| \| + 22 s \| \| \| \| 8.º \| IAM Cycling \| \| + 24 s \| \| \| \| 9.º \| Cannondale-Garmin \| \| + 40 s \| \| \| \| 10.º \| Movistar Team \| \| + 40 s \| \| \| |                   |             |            |          |
| |                   |             |            |          |
| |                   |             |            |          |
| Clasificación de la etapa |                   |             |            |          |
| Equipo | Equipo            | Tiempo      | Diferencia | Promedio |
| 1.º | Sky               | 21 min 19 s |            |          |
| 2.º | Orica-GreenEDGE   |             | + 0 s      |          |
| 3.º | Katusha           |             | + 5 s      |          |
| 4.º | Etixx-Quick Step  |             | + 14 s     |          |
| 5.º | Astana            |             | + 17 s     |          |
| 6.º | BMC Racing Team   |             | + 19 s     |          |
| 7.º | FDJ               |             | + 22 s     |          |
| 8.º | IAM Cycling       |             | + 24 s     |          |
| 9.º | Cannondale-Garmin |             | + 40 s     |          |
| 10.º | Movistar Team     |             | + 40 s     |          |

| \| Clasificación general \| Clasificación general \| Clasificación general \| Clasificación general \| Clasificación general \| \| Ciclista \| Ciclista \| Equipo \| Tiempo \| \| \| --------------------- \| --------------------- \| --------------------- \| --------------------- \| --------------------- \| \| 1.º \| Geraint Thomas \| Team Sky \| 21 min 19 s \| \| \| 2.º \| Elia Viviani \| Team Sky \| + 0 s \| \| \| 3.º \| Ian Stannard \| Team Sky \| + 0 s \| \| \| 4.º \| Luke Rowe \| Team Sky \| + 0 s \| \| \| 5.º \| Chris Froome \| Team Sky \| + 0 s \| \| \| 6.º \| Peter Kennaugh \| Team Sky \| + 0 s \| \| \| 7.º \| Michael Albasini \| Orica-GreenEDGE \| + 0 s \| \| \| 8.º \| Simon Gerrans \| Orica-GreenEDGE \| + 0 s \| \| \| 9.º \| Svein Tuft \| Orica-GreenEDGE \| + 0 s \| \| \| 10.º \| Ivan Santaromita \| Orica-GreenEDGE \| + 0 s \| \| |                  |                 |             |
| |                  |                 |             |
| |                  |                 |             |
| Clasificación general |                  |                 |             |
| Ciclista | Ciclista         | Equipo          | Tiempo      |
| 1.º | Geraint Thomas   | Team Sky        | 21 min 19 s |
| 2.º | Elia Viviani     | Team Sky        | + 0 s       |
| 3.º | Ian Stannard     | Team Sky        | + 0 s       |
| 4.º | Luke Rowe        | Team Sky        | + 0 s       |
| 5.º | Chris Froome     | Team Sky        | + 0 s       |
| 6.º | Peter Kennaugh   | Team Sky        | + 0 s       |
| 7.º | Michael Albasini | Orica-GreenEDGE | + 0 s       |
| 8.º | Simon Gerrans    | Orica-GreenEDGE | + 0 s       |
| 9.º | Svein Tuft       | Orica-GreenEDGE | + 0 s       |
| 10.º | Ivan Santaromita | Orica-GreenEDGE | + 0 s       |

### Etapa 2
| Apples - Saint-Imier | etapa de media montaña | (168,1 km) |

| \| Clasificación de la etapa \| Clasificación de la etapa \| Clasificación de la etapa \| Clasificación de la etapa \| Clasificación de la etapa \| \| Ciclista \| Ciclista \| Equipo \| Tiempo \| \| \| ------------------------- \| ------------------------- \| ------------------------- \| ------------------------- \| ------------------------- \| \| 1.º \| Michael Albasini \| Orica-GreenEDGE \| 4 h 21 min 43 s \| \| \| 2.º \| Jarlinson Pantano \| IAM Cycling \| + 0 s \| \| \| 3.º \| Julian Alaphilippe \| Etixx-Quick Step \| + 0 s \| \| \| 4.º \| Nathan Haas \| Cannondale-Garmin \| + 0 s \| \| \| 5.º \| Rui Alberto Costa \| Lampre-Merida \| + 0 s \| \| \| 6.º \| Damiano Caruso \| BMC Racing Team \| + 0 s \| \| \| 7.º \| Ilnur Zakarin \| Katusha \| + 0 s \| \| \| 8.º \| Ivan Santaromita \| Orica-GreenEDGE \| + 0 s \| \| \| 9.º \| Jan Bakelants \| AG2R La Mondiale \| + 0 s \| \| \| 10.º \| Ramūnas Navardauskas \| Cannondale-Garmin \| + 0 s \| \| |                      |                   |                 |
| |                      |                   |                 |
| |                      |                   |                 |
| Clasificación de la etapa |                      |                   |                 |
| Ciclista | Ciclista             | Equipo            | Tiempo          |
| 1.º | Michael Albasini     | Orica-GreenEDGE   | 4 h 21 min 43 s |
| 2.º | Jarlinson Pantano    | IAM Cycling       | + 0 s           |
| 3.º | Julian Alaphilippe   | Etixx-Quick Step  | + 0 s           |
| 4.º | Nathan Haas          | Cannondale-Garmin | + 0 s           |
| 5.º | Rui Alberto Costa    | Lampre-Merida     | + 0 s           |
| 6.º | Damiano Caruso       | BMC Racing Team   | + 0 s           |
| 7.º | Ilnur Zakarin        | Katusha           | + 0 s           |
| 8.º | Ivan Santaromita     | Orica-GreenEDGE   | + 0 s           |
| 9.º | Jan Bakelants        | AG2R La Mondiale  | + 0 s           |
| 10.º | Ramūnas Navardauskas | Cannondale-Garmin | + 0 s           |

| \| Clasificación general \| Clasificación general \| Clasificación general \| Clasificación general \| Clasificación general \| \| Ciclista \| Ciclista \| Equipo \| Tiempo \| \| \| --------------------- \| --------------------- \| --------------------- \| --------------------- \| --------------------- \| \| 1.º \| Michael Albasini \| Orica-GreenEDGE \| 4 h 42 min 52 s \| \| \| 2.º \| Ivan Santaromita \| Orica-GreenEDGE \| + 10 s \| \| \| 3.º \| Chris Froome \| Team Sky \| + 10 s \| \| \| 4.º \| Simon Yates \| Orica-GreenEDGE \| + 10 s \| \| \| 5.º \| Ilnur Zakarin \| Katusha \| + 15 s \| \| \| 6.º \| Pável Kochetkov \| Katusha \| + 15 s \| \| \| 7.º \| Yegor Silin \| Katusha \| + 15 s \| \| \| 8.º \| Yuri Trofímov \| Katusha \| + 15 s \| \| \| 9.º \| Simon Špilak \| Katusha \| + 15 s \| \| \| 10.º \| Julian Alaphilippe \| Etixx-Quick Step \| + 20 s \| \| |                    |                  |                 |
| |                    |                  |                 |
| |                    |                  |                 |
| Clasificación general |                    |                  |                 |
| Ciclista | Ciclista           | Equipo           | Tiempo          |
| 1.º | Michael Albasini   | Orica-GreenEDGE  | 4 h 42 min 52 s |
| 2.º | Ivan Santaromita   | Orica-GreenEDGE  | + 10 s          |
| 3.º | Chris Froome       | Team Sky         | + 10 s          |
| 4.º | Simon Yates        | Orica-GreenEDGE  | + 10 s          |
| 5.º | Ilnur Zakarin      | Katusha          | + 15 s          |
| 6.º | Pável Kochetkov    | Katusha          | + 15 s          |
| 7.º | Yegor Silin        | Katusha          | + 15 s          |
| 8.º | Yuri Trofímov      | Katusha          | + 15 s          |
| 9.º | Simon Špilak       | Katusha          | + 15 s          |
| 10.º | Julian Alaphilippe | Etixx-Quick Step | + 20 s          |

### Etapa 3
| Moutier - Porrentruy | etapa de media montaña | (172,5 km) |

| \| Clasificación de la etapa \| Clasificación de la etapa \| Clasificación de la etapa \| Clasificación de la etapa \| Clasificación de la etapa \| \| Ciclista \| Ciclista \| Equipo \| Tiempo \| \| \| ------------------------- \| ------------------------- \| ------------------------- \| ------------------------- \| ------------------------- \| \| 1.º \| Michael Albasini \| Orica-GreenEDGE \| 4 h 14 min 56 s \| \| \| 2.º \| Julian Alaphilippe \| Etixx-Quick Step \| + 0 s \| \| \| 3.º \| Damiano Caruso \| BMC Racing Team \| + 0 s \| \| \| 4.º \| Rui Alberto Costa \| Lampre-Merida \| + 0 s \| \| \| 5.º \| Simon Gerrans \| Orica-GreenEDGE \| + 0 s \| \| \| 6.º \| Nathan Haas \| Cannondale-Garmin \| + 0 s \| \| \| 7.º \| Rigoberto Urán \| Etixx-Quick Step \| + 0 s \| \| \| 8.º \| Ramūnas Navardauskas \| Cannondale-Garmin \| + 0 s \| \| \| 9.º \| Luka Mezgec \| Giant-Alpecin \| + 0 s \| \| \| 10.º \| Serguéi Chernetski \| Katusha \| + 0 s \| \| |                      |                   |                 |
| |                      |                   |                 |
| |                      |                   |                 |
| Clasificación de la etapa |                      |                   |                 |
| Ciclista | Ciclista             | Equipo            | Tiempo          |
| 1.º | Michael Albasini     | Orica-GreenEDGE   | 4 h 14 min 56 s |
| 2.º | Julian Alaphilippe   | Etixx-Quick Step  | + 0 s           |
| 3.º | Damiano Caruso       | BMC Racing Team   | + 0 s           |
| 4.º | Rui Alberto Costa    | Lampre-Merida     | + 0 s           |
| 5.º | Simon Gerrans        | Orica-GreenEDGE   | + 0 s           |
| 6.º | Nathan Haas          | Cannondale-Garmin | + 0 s           |
| 7.º | Rigoberto Urán       | Etixx-Quick Step  | + 0 s           |
| 8.º | Ramūnas Navardauskas | Cannondale-Garmin | + 0 s           |
| 9.º | Luka Mezgec          | Giant-Alpecin     | + 0 s           |
| 10.º | Serguéi Chernetski   | Katusha           | + 0 s           |

| \| Clasificación general \| Clasificación general \| Clasificación general \| Clasificación general \| Clasificación general \| \| Ciclista \| Ciclista \| Equipo \| Tiempo \| \| \| --------------------- \| --------------------- \| --------------------- \| --------------------- \| --------------------- \| \| 1.º \| Michael Albasini \| Orica-GreenEDGE \| 8 h 57 min 38 s \| \| \| 2.º \| Ivan Santaromita \| Orica-GreenEDGE \| + 20 s \| \| \| 3.º \| Chris Froome \| Team Sky \| + 20 s \| \| \| 4.º \| Simon Yates \| Orica-GreenEDGE \| + 20 s \| \| \| 5.º \| Julian Alaphilippe \| Etixx-Quick Step \| + 24 s \| \| \| 6.º \| Ilnur Zakarin \| Katusha \| + 25 s \| \| \| 7.º \| Pável Kochetkov \| Katusha \| + 25 s \| \| \| 8.º \| Yuri Trofímov \| Katusha \| + 25 s \| \| \| 9.º \| Yegor Silin \| Katusha \| + 25 s \| \| \| 10.º \| Simon Špilak \| Katusha \| + 25 s \| \| |                    |                  |                 |
| |                    |                  |                 |
| |                    |                  |                 |
| Clasificación general |                    |                  |                 |
| Ciclista | Ciclista           | Equipo           | Tiempo          |
| 1.º | Michael Albasini   | Orica-GreenEDGE  | 8 h 57 min 38 s |
| 2.º | Ivan Santaromita   | Orica-GreenEDGE  | + 20 s          |
| 3.º | Chris Froome       | Team Sky         | + 20 s          |
| 4.º | Simon Yates        | Orica-GreenEDGE  | + 20 s          |
| 5.º | Julian Alaphilippe | Etixx-Quick Step | + 24 s          |
| 6.º | Ilnur Zakarin      | Katusha          | + 25 s          |
| 7.º | Pável Kochetkov    | Katusha          | + 25 s          |
| 8.º | Yuri Trofímov      | Katusha          | + 25 s          |
| 9.º | Yegor Silin        | Katusha          | + 25 s          |
| 10.º | Simon Špilak       | Katusha          | + 25 s          |

### Etapa 4
| La Neuveville - Friburgo | etapa de montaña | (169,8 km) |

| \| Clasificación de la etapa \| Clasificación de la etapa \| Clasificación de la etapa \| Clasificación de la etapa \| Clasificación de la etapa \| \| Ciclista \| Ciclista \| Equipo \| Tiempo \| \| \| ------------------------- \| ------------------------- \| ------------------------- \| ------------------------- \| ------------------------- \| \| 1.º \| Stefan Küng \| BMC Racing Team \| 4 h 35 min 10 s \| \| \| 2.º \| Jan Bakelants \| AG2R La Mondiale \| + 38 s \| \| \| 3.º \| Bert-Jan Lindeman \| LottoNL-Jumbo \| + 39 s \| \| \| 4.º \| Tony Martin \| Etixx-Quick Step \| + 45 s \| \| \| 5.º \| Gianni Meersman \| Etixx-Quick Step \| + 52 s \| \| \| 6.º \| Tosh Van der Sande \| Lotto-Soudal \| + 52 s \| \| \| 7.º \| Johannes Fröhlinger \| Giant-Alpecin \| + 52 s \| \| \| 8.º \| Michael Albasini \| Orica-GreenEDGE \| + 52 s \| \| \| 9.º \| Simon Yates \| Orica-GreenEDGE \| + 52 s \| \| \| 10.º \| Ivan Santaromita \| Orica-GreenEDGE \| + 52 s \| \| |                     |                  |                 |
| |                     |                  |                 |
| |                     |                  |                 |
| Clasificación de la etapa |                     |                  |                 |
| Ciclista | Ciclista            | Equipo           | Tiempo          |
| 1.º | Stefan Küng         | BMC Racing Team  | 4 h 35 min 10 s |
| 2.º | Jan Bakelants       | AG2R La Mondiale | + 38 s          |
| 3.º | Bert-Jan Lindeman   | LottoNL-Jumbo    | + 39 s          |
| 4.º | Tony Martin         | Etixx-Quick Step | + 45 s          |
| 5.º | Gianni Meersman     | Etixx-Quick Step | + 52 s          |
| 6.º | Tosh Van der Sande  | Lotto-Soudal     | + 52 s          |
| 7.º | Johannes Fröhlinger | Giant-Alpecin    | + 52 s          |
| 8.º | Michael Albasini    | Orica-GreenEDGE  | + 52 s          |
| 9.º | Simon Yates         | Orica-GreenEDGE  | + 52 s          |
| 10.º | Ivan Santaromita    | Orica-GreenEDGE  | + 52 s          |

| \| Clasificación general \| Clasificación general \| Clasificación general \| Clasificación general \| Clasificación general \| \| Ciclista \| Ciclista \| Equipo \| Tiempo \| \| \| --------------------- \| --------------------- \| --------------------- \| --------------------- \| --------------------- \| \| 1.º \| Michael Albasini \| Orica-GreenEDGE \| 13 h 33 min 40 s \| \| \| 2.º \| Ivan Santaromita \| Orica-GreenEDGE \| + 20 s \| \| \| 3.º \| Chris Froome \| Team Sky \| + 20 s \| \| \| 4.º \| Simon Yates \| Orica-GreenEDGE \| + 20 s \| \| \| 5.º \| Ilnur Zakarin \| Katusha \| + 25 s \| \| \| 6.º \| Yegor Silin \| Katusha \| + 25 s \| \| \| 7.º \| Yuri Trofímov \| Katusha \| + 25 s \| \| \| 8.º \| Simon Špilak \| Katusha \| + 25 s \| \| \| 9.º \| Tony Martin \| Etixx-Quick Step \| + 27 s \| \| \| 10.º \| Rigoberto Urán \| Etixx-Quick Step \| + 34 s \| \| |                  |                  |                  |
| |                  |                  |                  |
| |                  |                  |                  |
| Clasificación general |                  |                  |                  |
| Ciclista | Ciclista         | Equipo           | Tiempo           |
| 1.º | Michael Albasini | Orica-GreenEDGE  | 13 h 33 min 40 s |
| 2.º | Ivan Santaromita | Orica-GreenEDGE  | + 20 s           |
| 3.º | Chris Froome     | Team Sky         | + 20 s           |
| 4.º | Simon Yates      | Orica-GreenEDGE  | + 20 s           |
| 5.º | Ilnur Zakarin    | Katusha          | + 25 s           |
| 6.º | Yegor Silin      | Katusha          | + 25 s           |
| 7.º | Yuri Trofímov    | Katusha          | + 25 s           |
| 8.º | Simon Špilak     | Katusha          | + 25 s           |
| 9.º | Tony Martin      | Etixx-Quick Step | + 27 s           |
| 10.º | Rigoberto Urán   | Etixx-Quick Step | + 34 s           |

### Etapa 5
| Friburgo - Champex-Lac | etapa de media montaña | (173,1 km) |

| \| Clasificación de la etapa \| Clasificación de la etapa \| Clasificación de la etapa \| Clasificación de la etapa \| Clasificación de la etapa \| \| Ciclista \| Ciclista \| Equipo \| Tiempo \| \| \| ------------------------- \| ------------------------- \| ------------------------- \| ------------------------- \| ------------------------- \| \| 1.º \| Thibaut Pinot \| FDJ \| 4 h 38 min 54 s \| \| \| 2.º \| Ilnur Zakarin \| Katusha \| + 7 s \| \| \| 3.º \| Romain Bardet \| AG2R La Mondiale \| + 20 s \| \| \| 4.º \| Nairo Quintana \| Movistar Team \| + 20 s \| \| \| 5.º \| Simon Špilak \| Katusha \| + 20 s \| \| \| 6.º \| Rafał Majka \| Tinkoff-Saxo \| + 20 s \| \| \| 7.º \| Chris Froome \| Team Sky \| + 20 s \| \| \| 8.º \| Rigoberto Urán \| Etixx-Quick Step \| + 53 s \| \| \| 9.º \| Vincenzo Nibali \| Astana \| + 53 s \| \| \| 10.º \| Michele Scarponi \| Astana \| + 53 s \| \| |                  |                  |                 |
| |                  |                  |                 |
| |                  |                  |                 |
| Clasificación de la etapa |                  |                  |                 |
| Ciclista | Ciclista         | Equipo           | Tiempo          |
| 1.º | Thibaut Pinot    | FDJ              | 4 h 38 min 54 s |
| 2.º | Ilnur Zakarin    | Katusha          | + 7 s           |
| 3.º | Romain Bardet    | AG2R La Mondiale | + 20 s          |
| 4.º | Nairo Quintana   | Movistar Team    | + 20 s          |
| 5.º | Simon Špilak     | Katusha          | + 20 s          |
| 6.º | Rafał Majka      | Tinkoff-Saxo     | + 20 s          |
| 7.º | Chris Froome     | Team Sky         | + 20 s          |
| 8.º | Rigoberto Urán   | Etixx-Quick Step | + 53 s          |
| 9.º | Vincenzo Nibali  | Astana           | + 53 s          |
| 10.º | Michele Scarponi | Astana           | + 53 s          |

| \| Clasificación general \| Clasificación general \| Clasificación general \| Clasificación general \| Clasificación general \| \| Ciclista \| Ciclista \| Equipo \| Tiempo \| \| \| --------------------- \| --------------------- \| --------------------- \| --------------------- \| --------------------- \| \| 1.º \| Ilnur Zakarin \| Katusha \| 18 h 13 min 00 s \| \| \| 2.º \| Thibaut Pinot \| FDJ \| + 6 s \| \| \| 3.º \| Chris Froome \| Team Sky \| + 14 s \| \| \| 4.º \| Simon Špilak \| Katusha \| + 19 s \| \| \| 5.º \| Nairo Quintana \| Movistar Team \| + 54 s \| \| \| 6.º \| Rigoberto Urán \| Etixx-Quick Step \| + 1 min 01 s \| \| \| 7.º \| Simon Yates \| Orica-GreenEDGE \| + 1 min 01 s \| \| \| 8.º \| Vincenzo Nibali \| Astana \| + 1 min 04 s \| \| \| 9.º \| Michele Scarponi \| Astana \| + 1 min 04 s \| \| \| 10.º \| Yuri Trofímov \| Katusha \| + 1 min 06 s \| \| |                  |                  |                  |
| |                  |                  |                  |
| |                  |                  |                  |
| Clasificación general |                  |                  |                  |
| Ciclista | Ciclista         | Equipo           | Tiempo           |
| 1.º | Ilnur Zakarin    | Katusha          | 18 h 13 min 00 s |
| 2.º | Thibaut Pinot    | FDJ              | + 6 s            |
| 3.º | Chris Froome     | Team Sky         | + 14 s           |
| 4.º | Simon Špilak     | Katusha          | + 19 s           |
| 5.º | Nairo Quintana   | Movistar Team    | + 54 s           |
| 6.º | Rigoberto Urán   | Etixx-Quick Step | + 1 min 01 s     |
| 7.º | Simon Yates      | Orica-GreenEDGE  | + 1 min 01 s     |
| 8.º | Vincenzo Nibali  | Astana           | + 1 min 04 s     |
| 9.º | Michele Scarponi | Astana           | + 1 min 04 s     |
| 10.º | Yuri Trofímov    | Katusha          | + 1 min 06 s     |

### Etapa 6
| Lausana - Lausana | contrarreloj individual | (18,5 km) |

| \| Clasificación de la etapa \| Clasificación de la etapa \| Clasificación de la etapa \| Clasificación de la etapa \| Clasificación de la etapa \| \| Ciclista \| Ciclista \| Equipo \| Tiempo \| \| \| ------------------------- \| ------------------------- \| ------------------------- \| ------------------------- \| ------------------------- \| \| 1.º \| Tony Martin \| Etixx-Quick Step \| 23 min 17 s \| \| \| 2.º \| Simon Špilak \| Katusha \| + 11 s \| \| \| 3.º \| Ilnur Zakarin \| Katusha \| + 13 s \| \| \| 4.º \| Jurgen van den Broeck \| Lotto-Soudal \| + 19 s \| \| \| 5.º \| Rohan Dennis \| BMC Racing Team \| + 22 s \| \| \| 6.º \| Romain Bardet \| AG2R La Mondiale \| + 24 s \| \| \| 7.º \| Jonathan Castroviejo \| Movistar Team \| + 25 s \| \| \| 8.º \| Stef Clement \| IAM Cycling \| + 26 s \| \| \| 9.º \| Rafał Majka \| Tinkoff-Saxo \| + 28 s \| \| \| 10.º \| Steve Morabito \| FDJ \| + 31 s \| \| |                       |                  |             |
| |                       |                  |             |
| |                       |                  |             |
| Clasificación de la etapa |                       |                  |             |
| Ciclista | Ciclista              | Equipo           | Tiempo      |
| 1.º | Tony Martin           | Etixx-Quick Step | 23 min 17 s |
| 2.º | Simon Špilak          | Katusha          | + 11 s      |
| 3.º | Ilnur Zakarin         | Katusha          | + 13 s      |
| 4.º | Jurgen van den Broeck | Lotto-Soudal     | + 19 s      |
| 5.º | Rohan Dennis          | BMC Racing Team  | + 22 s      |
| 6.º | Romain Bardet         | AG2R La Mondiale | + 24 s      |
| 7.º | Jonathan Castroviejo  | Movistar Team    | + 25 s      |
| 8.º | Stef Clement          | IAM Cycling      | + 26 s      |
| 9.º | Rafał Majka           | Tinkoff-Saxo     | + 28 s      |
| 10.º | Steve Morabito        | FDJ              | + 31 s      |

## Clasificaciones finales
- Las clasificaciones finalizaron de la siguiente forma:[10]

### Clasificación general
| \| Clasificación general \| Clasificación general \| Clasificación general \| Clasificación general \| Clasificación general \| \| Ciclista \| Ciclista \| Equipo \| Tiempo \| \| \| --------------------- \| --------------------- \| --------------------- \| --------------------- \| --------------------- \| \| 1.º \| Ilnur Zakarin \| Katusha \| 18 h 36 min 30 s \| \| \| 2.º \| Simon Špilak \| Katusha \| + 17 s \| \| \| 3.º \| Chris Froome \| Team Sky \| + 35 s \| \| \| 4.º \| Thibaut Pinot \| FDJ \| + 49 s \| \| \| 5.º \| Rigoberto Urán \| Etixx-Quick Step \| + 1 min 20 s \| \| \| 6.º \| Simon Yates \| Orica-GreenEDGE \| + 1 min 21 s \| \| \| 7.º \| Rafał Majka \| Tinkoff-Saxo \| + 1 min 24 s \| \| \| 8.º \| Nairo Quintana \| Movistar Team \| + 1 min 42 s \| \| \| 9.º \| Romain Bardet \| AG2R La Mondiale \| + 1 min 43 s \| \| \| 10.º \| Vincenzo Nibali \| Astana \| + 1 min 54 s \| \| |                 |                  |                  |
| |                 |                  |                  |
| Fuente: ProCyclingStats |                 |                  |                  |
| Clasificación general |                 |                  |                  |
| Ciclista | Ciclista        | Equipo           | Tiempo           |
| 1.º | Ilnur Zakarin   | Katusha          | 18 h 36 min 30 s |
| 2.º | Simon Špilak    | Katusha          | + 17 s           |
| 3.º | Chris Froome    | Team Sky         | + 35 s           |
| 4.º | Thibaut Pinot   | FDJ              | + 49 s           |
| 5.º | Rigoberto Urán  | Etixx-Quick Step | + 1 min 20 s     |
| 6.º | Simon Yates     | Orica-GreenEDGE  | + 1 min 21 s     |
| 7.º | Rafał Majka     | Tinkoff-Saxo     | + 1 min 24 s     |
| 8.º | Nairo Quintana  | Movistar Team    | + 1 min 42 s     |
| 9.º | Romain Bardet   | AG2R La Mondiale | + 1 min 43 s     |
| 10.º | Vincenzo Nibali | Astana           | + 1 min 54 s     |

### Clasificación de la montaña
| Clasificación de la montaña | Clasificación de la montaña | Clasificación de la montaña | Clasificación de la montaña | Clasificación de la montaña |
| Ciclista                    | Ciclista                    | Equipo                      | Puntos                      |                             |
| --------------------------- | --------------------------- | --------------------------- | --------------------------- | --------------------------- |
| 1.º                         | Maksim Belkov               | Katusha                     | 59 pts                      |                             |
| 2.º                         | Nairo Quintana              | Movistar Team               | 22 pts                      |                             |
| 3.º                         | Jan Bakelants               | AG2R La Mondiale            | 17 pts                      |                             |
| 4.º                         | Bryan Nauleau               | Team Europcar               | 16 pts                      |                             |
| 5.º                         | Pável Kochetkov             | Katusha                     | 15 pts                      |                             |

### Clasificación de los sprints
| Clasificación de las metas volantes | Clasificación de las metas volantes | Clasificación de las metas volantes | Clasificación de las metas volantes | Clasificación de las metas volantes |
| Ciclista                            | Ciclista                            | Equipo                              | Puntos                              |                                     |
| ----------------------------------- | ----------------------------------- | ----------------------------------- | ----------------------------------- | ----------------------------------- |
| 1.º                                 | Maksim Belkov                       | Katusha                             | 15 pts                              |                                     |
| 2.º                                 | Jonathan Fumeaux                    | IAM Cycling                         | 12 pts                              |                                     |
| 3.º                                 | Bryan Nauleau                       | Team Europcar                       | 9 pts                               |                                     |
| 4.º                                 | Stefan Küng                         | BMC Racing Team                     | 8 pts                               |                                     |
| 5.º                                 | Ryder Hesjedal                      | Cannondale-Garmin                   | 6 pts                               |                                     |

### Clasificación de los jóvenes
| Clasificación del mejor joven | Clasificación del mejor joven | Clasificación del mejor joven | Clasificación del mejor joven | Clasificación del mejor joven |
| Ciclista                      | Ciclista                      | Equipo                        | Tiempo                        |                               |
| ----------------------------- | ----------------------------- | ----------------------------- | ----------------------------- | ----------------------------- |
| 1.º                           | Thibaut Pinot                 | FDJ                           | 18 h 37 min 19 s              |                               |
| 2.º                           | Simon Yates                   | Orica-GreenEDGE               | + 32 s                        |                               |
| 3.º                           | Nairo Quintana                | Movistar Team                 | + 53 s                        |                               |
| 4.º                           | Romain Bardet                 | AG2R La Mondiale              | + 54 s                        |                               |
| 5.º                           | Rohan Dennis                  | BMC Racing Team               | + 9 min 51 s                  |                               |

### Clasificación por equipos
| Clasificación por equipos | Clasificación por equipos | Clasificación por equipos | Clasificación por equipos |
| Equipo                    | Equipo                    | Tiempo                    |                           |
| ------------------------- | ------------------------- | ------------------------- | ------------------------- |
| 1.º                       | Katusha                   | 55 h 08 min 54 s          |                           |
| 2.º                       | Astana                    | + 4 min 21 s              |                           |
| 3.º                       | Tinkoff-Saxo              | + 7 min 56 s              |                           |
| 4.º                       | IAM Cycling               | + 8 min 41 s              |                           |
| 5.º                       | Movistar Team             | + 11 min 28 s             |                           |

## Evolución de las clasificaciones
| Etapa (Vencedor)              | Clasificación general | Clasificación de la montaña | Clasificación de los sprints | Clasificación de los jóvenes | Clasificación por equipos |
| ----------------------------- | --------------------- | --------------------------- | ---------------------------- | ---------------------------- | ------------------------- |
| 1.ª etapa (CRE) (Sky)         | Geraint Thomas        | no se entregó               | no se entregó                | Luke Rowe                    | Sky                       |
| 2.ª etapa (Michael Albasini)  | Michael Albasini      | Maxim Belkov                | Jonathan Fumeaux             | Simon Yates                  | Orica GreenEDGE           |
| 3.ª etapa (Michael Albasini)  | Michael Albasini      | Maxim Belkov                | Jonathan Fumeaux             | Simon Yates                  | Orica GreenEDGE           |
| 4.ª etapa (Stefan Küng)       | Michael Albasini      | Maxim Belkov                | Jonathan Fumeaux             | Simon Yates                  | BMC Racing                |
| 5.ª etapa (Thibaut Pinot)     | Ilnur Zakarin         | Maxim Belkov                | Maxim Belkov                 | Thibaut Pinot                | Katusha                   |
| 6.ª etapa (CRI) (Tony Martin) | Ilnur Zakarin         | Maxim Belkov                | Maxim Belkov                 | Thibaut Pinot                | Katusha                   |
| Final                         | Ilnur Zakarin         | Maxim Belkov                | Maxim Belkov                 | Thibaut Pinot                | Katusha                   |

## UCI World Tour
El Tour de Romandía otorga puntos para el UCI WorldTour 2015, solamente para corredores de equipos UCI ProTeam. Las siguientes tablas son el baremo de puntuación y los corredores que obtuvieron puntos:
| Posición              | 1º  | 2º | 3º | 4º | 5º | 6º | 7º | 8º | 9º | 10º |
| Clasificación general | 100 | 80 | 70 | 60 | 50 | 40 | 30 | 20 | 10 | 4   |
| Por etapa             | 6   | 4  | 2  | 1  | 1  |    |    |    |    |     |

| Ciclista         | Equipo           | General | Etapa | Total |
| ---------------- | ---------------- | ------- | ----- | ----- |
| Ilnur Zakarin    | Katusha          | 100     | 6     | 106   |
| Simon Špilak     | Katusha          | 80      | 5     | 85    |
| Chris Froome     | Sky              | 70      | -     | 70    |
| Thibaut Pinot    | FDJ              | 60      | 6     | 66    |
| Rigoberto Urán   | Etixx-Quick Step | 50      | -     | 50    |
| Simon Yates      | Orica GreenEDGE  | 40      | -     | 40    |
| Rafał Majka      | Tinkoff-Saxo     | 30      | -     | 30    |
| Nairo Quintana   | Movistar         | 20      | 1     | 21    |
| Michael Albasini | Orica GreenEDGE  | -       | 12    | 12    |
| Romain Bardet    | Ag2r La Mondiale | 10      | 2     | 12    |

| Resto de corredores   | Resto de corredores | Resto de corredores | Resto de corredores | Resto de corredores | Resto de corredores |
| --------------------- | ------------------- | ------------------- | ------------------- | ------------------- | ------------------- |
| Tony Martin           | Etixx-Quick Step    | -                   | 7                   | 7                   |                     |
| Julian Alaphilippe    | Etixx-Quick Step    | -                   | 6                   | 6                   |                     |
| Stefan Küng           | BMC Racing          | -                   | 6                   | 6                   |                     |
| Jarlinson Pantano     | IAM                 | -                   | 4                   | 4                   |                     |
| Jan Bakelants         | Ag2r La Mondiale    | -                   | 4                   | 4                   |                     |
| Vincenzo Nibali       | Astana              | 4                   | -                   | 4                   |                     |
| Rui Costa             | Lampre-Merida       | -                   | 2                   | 2                   |                     |
| Damiano Caruso        | BMC Racing          | -                   | 2                   | 2                   |                     |
| Bert-Jan Lindeman     | Lotto NL-Jumbo      | -                   | 2                   | 2                   |                     |
| Nathan Haas           | Cannondale-Garmin   | -                   | 1                   | 1                   |                     |
| Simon Gerrans         | Orica GreenEDGE     | -                   | 1                   | 1                   |                     |
| Gianni Meersman       | Etixx-Quick Step    | -                   | 1                   | 1                   |                     |
| Jurgen Van den Broeck | Lotto-Soudal        | -                   | 1                   | 1                   |                     |
| Rohan Dennis          | BMC Racing          | -                   | 1                   | 1                   |                     |